# 吳忠站
吳忠站位於中华人民共和国宁夏回族自治区吴忠市利通区，是银兰高速铁路上的一座车站，2019年12月29日随银兰高速铁路银中段开通而投入使用。